# Banagahalli, Malavalli
Banagahalli là một làng thuộc tehsil Malavalli, huyện Mandya, bang Karnataka, Ấn Độ.